# Eulasia papaveris
Eulasia papaveris är en skalbaggsart som beskrevs av Sturm 1843. Eulasia papaveris ingår i släktet Eulasia och familjen Glaphyridae. Inga underarter finns listade i Catalogue of Life.

## Bildgalleri

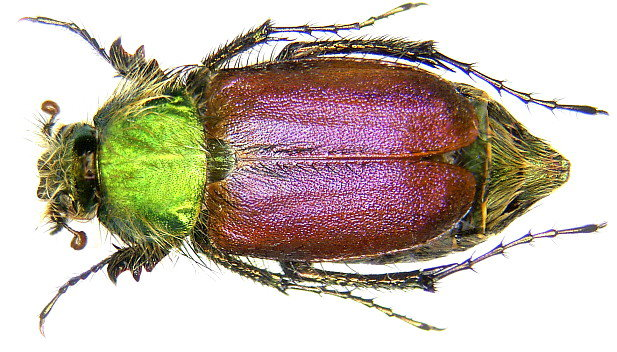